# Fimbristylis vaginata
Fimbristylis vaginata là loài thực vật có hoa trong họ Cói. Loài này được (R.Br.) Domin mô tả khoa học đầu tiên năm 1915.